# Лыбедь (приток Днепра)
Лыбедь (укр. Либідь) — река, правый приток Днепра. Протекает по территории Киева.

## Происхождение названия
Согласно русским летописям и ряду других источников, начиная с «Повести временных лет» начала XII века, предположительно, отразившей древнерусское предание о происхождении полян, на днепровских «горах» (холмах) жил человек по имени Кий вместе со своими младшими братьями Щеком, Хоривом и сестрой Лыбедью. Каждый из братьев основал поселение на одном из трёх холмов. Кий построил город на правом высоком берегу Днепра, названный в честь него Киевом.
Ряд учёных считает эту легенду этимологическим мифом, призванным объяснить названия киевских местностей. Имена этих персонажей производны от киевских топонимов (Киев, «горы» Щекавица и Хоревица, река Лыбедь), а не наоборот. Данные персонажи рассматриваются как генеалогические герои, герои мифологического эпоса, связанные с началом мифологизированной исторической традиции.
Река впервые упоминается в летописях под 968 годом: «не бяше лзъ коня напоити на Лыбеди».
Лингвист Макс Фасмер писал, что происхождение из лебедь невероятно. Предположительно, Лыбедь связано с праслав. *Lub, др.-рус. лыб-, «верх» (ср. лыбонь, «верхняя часть головы животного»), ср. название холма — Девичь-гора над рекой Лыбедь.

## Физико-географические данные
Истоком реки в разных источниках называют родники, находящиеся недалеко от железнодорожной станции Киев-Волынский, либо озеро в парке «Отрадный» Соломенского района г. Киева, где создан гидрологический памятник природы Исток реки Лыбедь. Высота истока — 185 м над уровнем моря.
Однако, более убедительным представляется подход, по которому истоком реки считается начало наиболее удалённого от устья коллектора, поскольку в первых двух вариантах указывается место выхода речного водотока на поверхность из коллекторов. Согласно данному подходу исток Лыбеди находится на перекрёстке улиц Радищева и Светлогорской, неподалёку от бульвара Лепсе на Отрадном (исторической местности Киева). Координаты истока: 50°26′47″ с. ш. 30°24′37″ в. д.. Река течёт по территории Соломенского, Голосеевского и Печерского районов Киева сначала в северо-восточном, затем в юго-восточном направлении и впадает в Днепр южнее Выдубичей в районе Корчеватого. Длина — 16,0 км, (по другим данным 14 км) площадь бассейна — 66,2 км², (по другим данным 68 км²). Питание преимущественно снеговое, дождевое, а также подземный сток.
Речная долина глубоко разрезана многочисленными оврагами с крутыми склонами, на которых находятся многочисленные ключи — Бусловский на Саперной слободке (существует мнение, что Бусловский протекает на самом деле вдоль улицы Тимирязевской, как раз на Бусовой горе, и впадает не в Лыбедь, а в Днепр), Лукрец — под Девичь-горой, Живец — под горой Бусовицей и т. д.
Основные притоки Лыбеди — левые: ручей Песчаный, Скоморох, ручей Ботанический, Клов, Ямка, ручей Паньковский, Бусловка; правые — ручей Отрадный, Вершинка, ручей Мокрый, ручей Протасов Яр, Совка, Ореховатка и др. Большинство притоков, как и сама Лыбедь, заключено в коллекторы, многие притоки имеют периодический сток.
В древности Лыбедь была полноводной рекой, служившей южным, юго-западным рубежом Киева. На реке размещались многочисленные запруды и водилась рыба.
Ныне Лыбедь и её притоки являются зоной экологического бедствия. Речные воды сильно загрязнены, сток уменьшился, из полноводной реки Лыбедь превратилась в ручей, принимающий уличные ливневые стоки и сливы промышленных предприятий.
На единственном участке реки вне канализированного русла был создан 24 октября 2002 года комплексный памятник природы местного значения Природное русло реки Лыбедь, площадью 0,3 га.

## Галерея

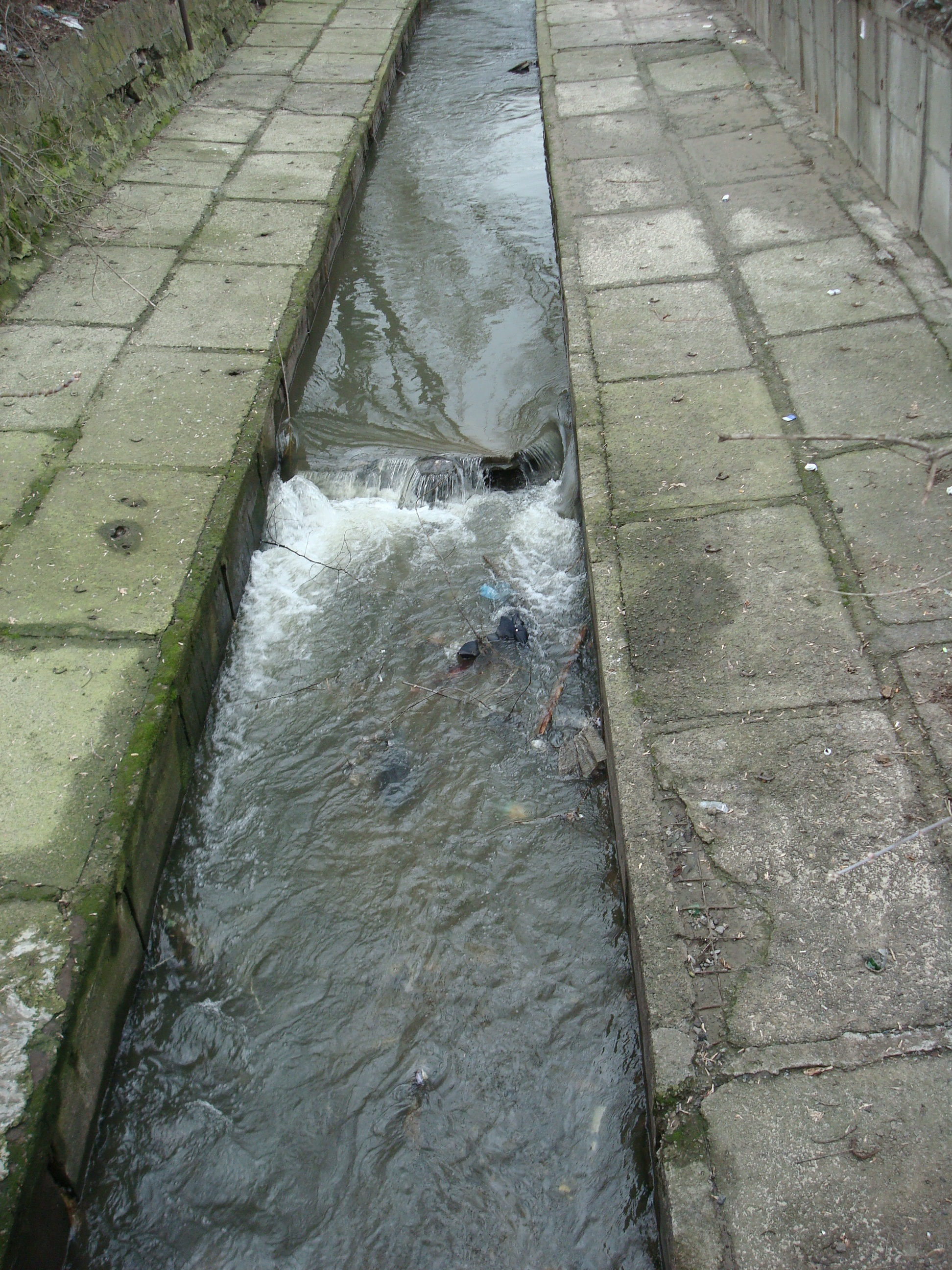
Река Лыбедь возле улицы А. Гайдара
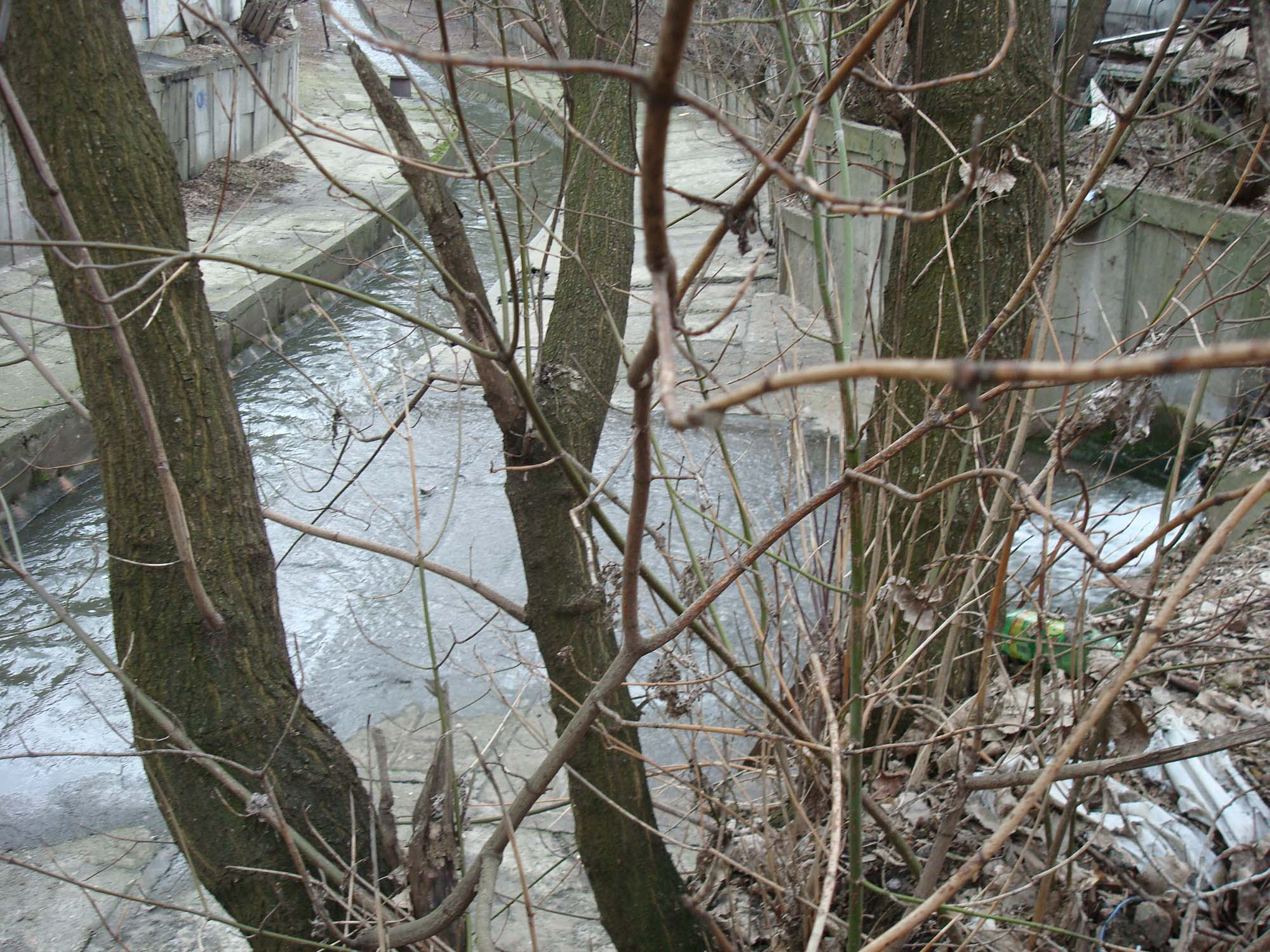
Место впадения в Лыбедь ручья Мокрый
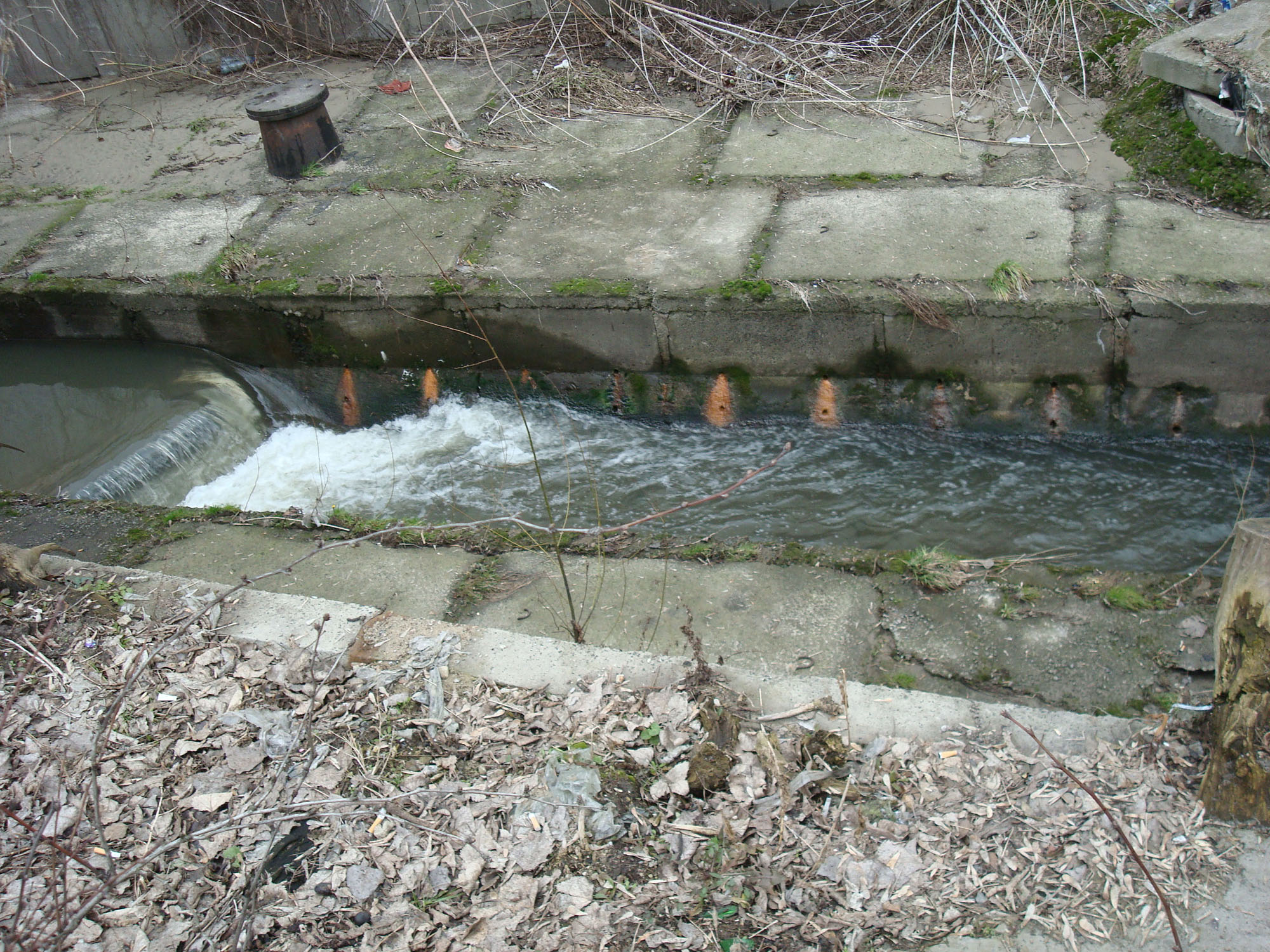
Перекат на Лыбеди